# Паметник на кан Алцек (Челе ди Булгерия)
Паметникът на кан Алцек в Челе ди Булгерия, Италия, е открит на 8 юни 2016 г.
Намира се в центъра на италианския град Челе ди Булгерия (на италиански: Celle di Bulgheria, в превод „селището на България“), община с около 2 хил. жители в провинция Салерно в южноиталианския регион Кампания. За общата история сочат редица етноними като името на съседната планина Булгерия. В наши дни, според д-р Паскуале Карели, около сто топонима в Италия имат в основата си думата „българ“.

## История
Паметникът е в чест на на заселилия се в района кан Алцек с панонските прабългари. Кан Алцек е четвъртият син на кан Кубрат, който с част от народа си, която му е била подчинена след удара на хазарите върху Стара Велика България, се преселва в Италия и сключва договор с краля на лангобардите Гримоалд I (662 – 667 г.), който му позволява да се смята за федерат (съюзник).
Паметникът е открит в присъствието на близо 1500 души публика и кметовете на побратимените градове – кметът на Велики Преслав Александър Горчев и кметът на Челе ди Булгерия Джино Маротта.

## Авторски колектив
Скулптурата е дело на Дишко Дишков с корекция от доц. Николай Нинов. Художникът историк Александър Въчков помага за въстановката на всеки един елемент от облеклото, прическата и въоръжението.

## Композиция
Бронзовата фигура на кан Алцек е висока 2,20 м. Владетелят е представен в цял ръст в пълно бойно снаряжение. Каменният постамент тежи около 3 – 4 тона и е изработен от месец декември 2015 г. до май 2016 г. Информационна табела разказва за историята на прабългарския владетел.